# Archimonocelis koinocystis
Archimonocelis koinocystis är en plattmaskart som beskrevs av Tor Karling 1966. Archimonocelis koinocystis ingår i släktet Archimonocelis och familjen Archimonocelididae. Inga underarter finns listade i Catalogue of Life.